# Supercopa Italiana de Voleibol Masculino de 2000
A Supercopa Italiana de Voleibol Masculino de 2000 foi a 5ª edição desta competição organizada pela Lega Pallavolo Serie A, consórcio de clubes filiado à Federação Italiana de Voleibol (FIPAV) que ocorreu em 14 de outubro.
O Sisley Volley conquistou seu segundo título da competição ao derrotar na final única o M. Roma Volley por 3 sets a 0.

## Regulamento
O torneio foi disputado em partida única.

## Equipes participantes
| Equipe         | Qualificação                              |
| -------------- | ----------------------------------------- |
| Sisley Volley  | Campeão da Copa Itália de 1999–00         |
| M. Roma Volley | Campeão do Campeonato Italiano de 1999–00 |

## Resultado
| Data   | Hora  |                | Placar |               | Set 1 | Set 2 | Set 3 | Set 4 | Set 5 | Total | Relatório |
| ------ | ----- | -------------- | ------ | ------------- | ----- | ----- | ----- | ----- | ----- | ----- | --------- |
| 14 out | 15:30 | M. Roma Volley | 0–3    | Sisley Volley | 22–25 | 20–25 | 20–25 |       |       | 62–75 | Relatório |

## Premiação
| Supercopa Italiana de 2000         |
| Vêneto                             |
| ---------------------------------- |
| Sisley Volley Campeão (2.º título) |